# Giuseppe Pattoni
Giuseppe Pattoni, detto Pep (Milano, 7 luglio 1926 – Milano, 29 agosto 1999), è stato un progettista italiano.
Specializzato nel settore motociclistico, è stato il fondatore della casa milanese Paton, costruttrice artigianale di motocicli da competizione che hanno disputato il motomondiale e il Tourist Trophy all'Isola di Man.

## Biografia
Dopo essere stato un tecnico al reparto corse della FB Mondial, curando tra le altre la moto con cui Cecil Sandford si aggiudicò il titolo iridato della classe 250 nel 1957, nello stesso anno, al momento del ritiro della stessa dalle competizioni in seguito al patto di astensione, ottenne, insieme a Lino Tonti, il materiale giacente nel magazzino corse. Con questo diede inizio alla Paton.
Morì nel 1999 per un aneurisma. È sepolto nel cimitero di Baggio, a Milano.